# Кари Снодгрес
Кари Снодгрес (на английски: Carrie Snodgress) е американска актриса. 

## Биография
Кари Снодгрес е родена на 27 октомври 1945 година в Барингтън, Илинойс. Посещава гимназията на Мейн Тауншип изток (Maine Township High School East) в Парк Ридж, тогава Северен Университета на Илинойс, преди да започне да се занимава с актьорско майсторство. Обучава се за сцената в Драматичното училище „Гудман“ в Института по изкуствата в Чикаго, сега в университета ДеПол (The Theatre School at DePaul University).

### Кариера
След редица незначителни телевизионни участия, дебютът й в киното е некредитирана поява в „Волният ездач“ (Easy Rider, 1969) и кредитирана поява през 1970 г. в „Тичай, заеко“ (Rabbit, Run).  Следващият й филм, „Дневник на луда домакиня“ (Diary of a Mad Housewife, 1970), й носи номинация за награда „Оскар“ за най-добра актриса и награди в „Златен глобус за най-добра актриса в мюзикъл или комедия“  и „Златен глобус за нова звезда на годината“. 

### Личен живот
Кари Снодгрес напуска актьорството, за да заживее с музиканта Нийл Йънг и да се грижи за сина им Зик, който е роден с лека церебрална парализа.  Тя се връща към актьорството през 1978 г. в „Яростта“ (The Fury).  След раздялата с Йънг, тя и композиторът на филми Джак Ницше стават любовници. Преди това Ницше е работил с Йънг по няколко албума. През 1979 г. Ницше е обвинен в заплаха да я убие, след като нахлува в дома й и я бие с пистолет. Той се призна за виновен, че я е заплашвал, и е глобен и поставен на три години изпитателен срок. 

### Смърт
Докато чака за чернодробна трансплантация, Кари Снодгрес е хоспитализирана в Лос Анджелис, където почива от сърдечна недостатъчност на 1 април 2004 г. на 58-годишна възраст. 

## Избрана филмография
| година | филм                     | оригинално заглавие      | роля                 | режисьор      |
| ------ | ------------------------ | ------------------------ | -------------------- | ------------- |
| 1969   | Волният ездач            | Easy Rider               | неупомената          | Денис Хопър   |
| 1970   | Дневник на луда домакиня | Diary of a Mad Housewife | Бетина (Тина) Балсер | Франк Пери    |
| 1985   | Бледият ездач            | Pale Rider               | Сара Уилър           | Клинт Истууд  |
| 1998   | Лудории                  | Wild Things              | Руби                 | Джон Макнотън |